# Madeleine Béjart

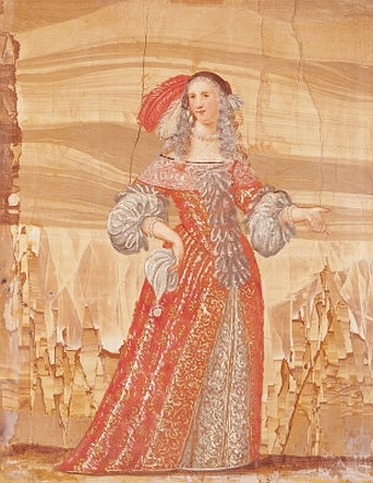
Madeleine no papel de Magdelone, em As Preciosas ridículas.

Madeleine Béjart, chamada de Magdelaine, nasceu em 8 de janeiro de 1618, em Paris, onde morreu em 17 de fevereiro de 1672, é uma atriz francesa, do grupo de teatro de Molière, e uma membro da família Béjart, de atores famosos dos séculos XVIIe xviii.

## Biografia
Madeleine é a segundo filha de Jean-Joseph e Marie Hervé, que se casaram em 1615. Com seu irmão mais velho, também chamado de Joseph, ela atuou no  Teatro du Marais e nas províncias no final da década de 1630.
Em 1643, ela fundou, com Molière, o" Ilustre Teatro ", de que foi diretora por um tempo, antes da empresa está sobrecarregada com dívidas. Vindo de uma família interessada em teatro, e atriz conhecida, ela foi capaz posteriormente, de demonstrar ser uma talentosa gestora e contribui para o bom funcionamento do teatro. Embora tivesse a livre escolha do seu papel na distribuição das farsas e comédias escritas por Molière, ela se transformou gradualmente para papéis de serva, como Dorine em Tartuffe, ou de uma mulher de intrigas, como Frosine em O Avarento, deixando o papel de liderança para a bela mademoiselle Du Parc ou Armande, sua jovem irmã, (ou a sua própria filha, segundo outras fontes), que se tornará, eventualmente, a seu rival em seu relacionamento atormentado com Molière. Tumultuada como a sua relação, o famoso dramaturgo morreu, no entanto, um ano e um dia após ser o instigador de sua carreira teatral.
Um contemporâneo, Georges de Scudéry, fez louvor dela : "Ela era bonita, ela era cortês, ela tinha um monte de espírito, ela cantou bem; ela dançava bem, e interpretou todos os tipos de instrumentos, ela escreveu muito bem em verso e prosa e a conversa foi muito divertida. Foi uma das melhores atrizes de seu século e e sua história teve muitos encantos que inspirou realmente todas as fintas de paixões que ela viu representadas no Teatro. "

## Alguns de seus papéis
- Dorine em Tartufo
- Magdelon em Les Précieuses ridicules
- Frosine em L'avare
- Élise ou Feito Elvire em Dom Garcie de Navarra ou o Príncipe ciumento